# Марк Плавтий Гипсей
Марк Пла́втий Гипсе́й (лат. Marcus Plautius Hypsaeus; умер после 125 года до н. э.) — римский политический деятель из плебейского рода Плавтиев, консул 125 года до н. э. Упоминается в источниках как судебный оратор и противник Гая Семпрония Гракха.

## Биография
Марк принадлежал к плебейскому роду Плавтиев, представители которого часто занимали консульские должности в IV веке до н. э. Потом Плавтии исчезли из истории и вернулись в неё во второй половине II века до н. э. Гипсеи стали наиболее выдающейся ветвью рода, а Марк — единственным для этой эпохи Плавтием на консульской должности. О родственных связях между ним и его сородичами (в частности, Луцием Плавтием Гипсеем, претором 135 года до н. э.) никакой информации в источниках нет.
О биографии Марка Плавтия известно немногое. Учитывая дату его консулата и требования закона Виллия, установившего определённую очерёдность магистратур, Гипсей должен был не позже 128 года до н. э. занимать должность претора. Вскоре после этого он участвовал в качестве защитника в одном судебном процессе, где судьёй был претор Марк Лициний Агеласт, а обвинителем — Гней Октавий. По словам Марка Туллия Цицерона, «Гипсей громогласно и многословно добивался у претора Марка Красса ничего иного, как позволения погубить дело своего клиента». Поскольку Октавия источник называет «бывшим консулом», этот процесс должен был проходить в 127 или 126 году до н. э.
В 126 году до н. э. Марк Плавтий одержал победу на консульских выборах. Антиковед Фридрих Мюнцер предположил, что Гипсею это удалось благодаря поддержке консулов текущего года, Луция Аврелия Ореста и Марка Эмилия Лепида. Вторым консулом стал патриций Марк Фульвий Флакк, энергичный союзник братьев Гракхов. Гипсей во внутренней борьбе был на стороне сенатской «партии»; подтверждением этому может быть и тот факт, что Гай Семпроний Гракх в какой-то момент произнёс речь «против Плавтия» (in Plautium). Текст этой речи полностью утрачен. По одной из версий, она была произнесена против Гипсея.
Известно, что сенат направил Флакка в Галлию, чтобы держать его вдали от Рима. Предположительно Гипсей тоже получил какую-то провинцию: в том же году, когда против Рима восстал италийский город Фрегеллы, подавлять восстание выпало всего лишь претору. Существует гипотеза, что Марк Плавтий управлял незадолго до того образованной провинцией Азия, поскольку в конце 126 года до н. э. оттуда вернулся в Рим первый наместник, Маний Аквилий. После консулата Гипсей не упоминается в источниках.
В трактате Марка Туллия Цицерона «Об ораторе» Марк Плавтий упоминается в числе «болтунов», которые не могут считаться настоящими ораторами.
Потомки
У Марка Плавтия был сын того же имени, известный как флотоводец и муж Орестиллы.